# Арис (Удине)
Арис је насеље у Италији у округу Удине, региону Фурланија-Јулијска крајина.
Према процени из 2011. у насељу је живело 318 становника. Насеље се налази на надморској висини од 12 м.